# Laura (Queensland)
Laura ist eine Stadt im Norden von Queensland, Australien. Dieser Teil des Bundesstaates wird auch als Far North Queensland bezeichnet.

## Geographie
Der Ort befindet sich auf dem Gebiet der Kap-York-Halbinsel. Die Stadt Cairns liegt ca. 300 Kilometer südöstlich und der Lakefield-Nationalpark schließt sich direkt im Norden an.

## Geschichte
Aborigines lebten seit 50.000 Jahren in der Region. Der Forscher Archibald Macmillan entdeckte den Laura River im Jahre 1873 und benannte ihn nach dem Vornamen seiner Frau. Auch die Ortschaft erhielt diesen Namen. In der Nähe, im Palmer River, wurde Gold gefunden und eine Eisenbahnlinie von Cooktown nach Laura und zu den Palmer River Goldfields gebaut, die 1888 fertiggestellt wurde. Da die Goldfunde jedoch nicht sehr ergiebig waren, wurde die Eisenbahnverbindung schon bald wieder eingestellt.
Heute ist Laura insbesondere wegen der prähistorischen Zeichnungen der Aborigines an den Felswänden der Umgebung bekannt. Es leben 101 Personen in dem Ort.

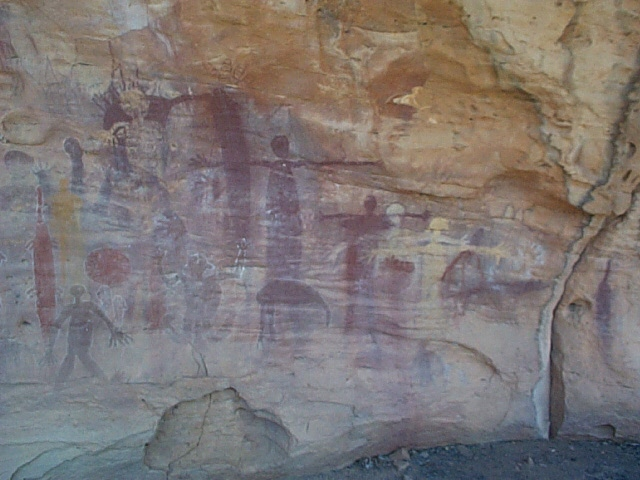
Prähistorische Felsenzeichnungen bei Laura

## Trivia
Der Ort Laura gehört zu den wenigen Orten, bei denen der in lichten tropischen Wäldern auf Süd-Neuguinea und der Kap-York-Halbinsel vorkommende Schwarzrücken-Krähenstar innerhalb des Ortschaftsgebietes häufiger zu beobachten ist.